# 小行星51825
小行星51825（51825 Davidbrown）是為紀念太空人戴维·M·布朗而被命名的小行星。他是在STS-107哥倫比亞號太空梭任務於2003年2月1日返航時殉職的太空人。小行星51825號是噴射推進實驗室的近地小行星追蹤計畫於2001年7月19日在帕洛馬山天文台發現的。

## 外部連結
- NASA JPL - Space Shuttle Columbia Tribute page （页面存档备份，存于）
- Orbital simulation and data for 51825 Davidbrown Archive.today的存檔，存档日期2012-12-13
- 小行星51825 at the JPL Small-Body Database 
  - Close approach · Discovery · Ephemeris · Orbit diagram · Orbital elements · Physical parameters

| 前一小行星： 小行星51824 | 小行星列表 | 後一小行星： 小行星51826 |